# Madonna Rucellai
La Madonna Rucellai, o Madonna dei Laudesi, è una Madonna col Bambino in trono (quindi una "Maestà") e sei angeli, dipinta da Duccio di Buoninsegna. È una tempera su tavola e misura 450x290 cm. Proveniente dalla chiesa di Santa Maria Novella di Firenze, è conservata alla Galleria degli Uffizi dove è collocata in una sala scenografica con altre grandi maestà: la Maestà di Santa Trinita di Cimabue e la Maestà di Ognissanti di Giotto.

## Storia
La pala venne commissionata a Duccio il 15 aprile 1285 dalla Compagnia dei Laudesi per la chiesa di Santa Maria Novella a Firenze. Anticamente si trovava nella cappella di questa compagnia, chiamata poi Cappella Bardi, dove alcuni affreschi tardo-duecenteschi, attribuiti allo stesso Duccio e riscoperti da poco sotto altri trecenteschi, furono probabilmente dipinti a suo coronamento.
Già un commentatore trecentesco della Divina Commedia la riferiva però a Cimabue. Vasari confermò questa tradizione locale e descrisse un aneddoto che sviò per secoli la corretta attribuzione: quando Carlo d'Angiò era a Firenze, decise di visitare la casa-bottega del maggiore artista cittadino, Cimabue, situata nell'attuale piazza dei Ciompi, e che la scoperta della tavola ormai quasi ultimata provocò una tale allegria tra i vicini da far prendere alla zona il nome di Borgo Allegri.
Nel 1591 venne spostata nella vicina Cappella Rucellai, dalla quale prese il nome correntemente usato. Qui la vide nel 1750 Giuseppe Richa, autore di una monumentale descrizione delle chiese fiorentine. L'equivoco sull'attribuzione a Cimabue si trova ancora negli scritti della fine del XIX secolo (Strzygowski, Zimmermann, Thode tra gli ultimi), finché Wickoff, nel 1899, non la riferì per primo a Duccio riscoprendo il documento del 1285, che tra l'altro era stato già pubblicato da Vincenzo Fineschi nel 1790 e rimasto ignorato fino ad allora. Ancora negli anni venti vari studiosi cercarono di conciliare la tradizione con l'evidenza ammettendo una collaborazione, più o meno spinta, da i due artisti (Fry, Rintelen, Chiappelli, Lionello Venturi, Sirén). alcuni parlarono anche di un maestro indipendente (Perkins, Suida, Berenson, Cecchi e Toesca). Oggi, dopo aver meglio chiarito il confine tra i due artisti, soprattutto riguardo agli anni giovanili del senese, l'attribuzione è riferita unanimemente a Duccio.
La pala rimase nella stessa collocazione fino al 1937, quando venne esposta in una grande mostra su Giotto a Firenze; nel 1948 venne trasferita agli Uffizi, dove si trova ancora oggi.
L'opera fu revisionata nel 1947-1948 e restaurata nel 1989 da Alfio Del Serra.

## Descrizione e stile

Stretti sono i raffronti con la Maestà del Louvre di Cimabue, 1280 circa, già a Pisa

La tavola è la più grande che ci sia pervenuta riguardo al Duecento e venne dipinta dal pittore senese, allora giovane e in patria straniera (Firenze e Siena erano due repubbliche diverse).
L'opera si ispira alla Maestà del Louvre di Cimabue, dipinta circa cinque anni prima, con la stessa disposizione del trono in tralice, la stessa inclinazione dei volti, i medesimi gesti della madre col figlio, la stessa impostazione della cornice. Il tema però è qui rappresentato con una nuova sensibilità, più "gotica", carico di ancora maggiore dolcezza nei volti e nella dolente umanità che supera i rigidi schematismi bizantini, facendo eco all'importanza tributata nel Duecento ai culti mariani.
La Madonna Rucellai di Duccio è più aristocratica e raffinata. I volti di tutti i personaggi, sebbene ancora enigmatici, sono più dolci e gentili, secondo un distacco dall'opera di Cimabue che non era ancora evidente nell'antica Madonna Gualino di Duccio (1280-1283), divenendo percettibile nella Madonna di Crevole (1283-1284) e che in questa opera del 1285 diventa più evidente: la Vergine sembra quasi abbozzare un sorriso. Ciò dà all'immagine un senso di maggiore aristocraticità, innestata sulla solida maestosità e l'umana rappresentazione di Cimabue.
Con tutta probabilità Duccio ebbe come ispirazione anche gli oggetti quali smalti, miniature e avori provenienti dalla Francia, di sapore innovativamente gotico. Sono molti infatti gli elementi di stile gotico presenti nell'opera: mancano le lumeggiature dorate dell'agemina, sostituite da delicate modulazioni di colore e pieghettature spesso cadenti che danno sostanza alle figure. Inoltre Duccio vi immise un nervoso ritmo lineare, come sottolineato dal capriccioso orlo dorato della veste di Maria, che disegna una complessa linea arabescata che va dal petto fino ai piedi, in opposizione alle rigide e astratte pieghe a zig zag della pittura bizantina. La gamma cromatica è ricca e varia, come già andava conquistando la scuola senese, e conta colori che si esaltano a vicenda come il rosa smalto, il rosso vinato e il blu chiaro. Le aureole della Madonna e del Bambino sono decorate da raffinati motivi che creano un'aura di impalpabile trasparenza. I sei angeli che circondano la Madonna sono perfettamente simmetrici (forse dipinti tramite sagome cartonate, i cosiddetti "patroni") e stanno irrealisticamente inginocchiati uno sopra l'altro ai lati del trono, senza una minima sensazione di piani in profondità, come in Cimabue. Del resto anche nel trono sono più curati i decori preziosi, con bifore e trifore gotiche e con il sontuoso drappo di seta sullo schienale.
La cornice modanata ha un ruolo fondamentale nella composizione, ribadito dal recente restauro. Essa è in parte d'oro e in parte dipinta, con una fascia interrotta da clipei con busti di profeti biblici e santi domenicani, tra i quali il fondatore dei Laudesi san Pietro Martire. Queste figure, pur nelle dimensioni ridotte, presentano una notevole distinzione nelle singole fisionomie.